# Faronta amoena
Faronta amoena är en fjärilsart som beskrevs av Max Wilhelm Karl Draudt 1924. Faronta amoena ingår i släktet Faronta och familjen nattflyn. Inga underarter finns listade i Catalogue of Life.